# Copa Federació d'hoquei sobre gel
La Copa Federació d'hoquei sobre gel fou una competició espanyola d'hoquei sobre gel que s'ha disputat intermitentment omplint forats en el calendari esportiu, en la qual s'enfronten els dos primers classificats de la lliga regular en una eliminatòria, on el primer classificat té avantatge de pista.
En 2009 havia de ser substituïda per la transfronterera Copa Pirenaica però no va reeixir i es va fer una nova edició de la competició. La Copa Federació es va deixar de celebrar durant uns anys, i no va ser fins al 2018 que es va recuperar.

## Historial
| Edició | Any     | Campió       | Resultat   | Finalista    | Seu              | refs.       |
| ------ | ------- | ------------ | ---------- | ------------ | ---------------- | ----------- |
|        | 2005-06 | CG Puigcerdà | 9-6 / 5-2  | CH Jaca      |                  | [ 4 ]       |
|        | 2006-07 | CG Puigcerdà | 4-3 / 5-2  | CH Jaca      | Jaca / Puigcerdà | [ 5 ] [ 6 ] |
|        | 2009-10 | CH Jaca      | [ Nota 1 ] | CG Puigcerdà |                  | [ 2 ]       |
|        | 2017-18 | CG Puigcerdà | 3-4 / 5-2  | CH Jaca      |                  | [ 3 ]       |

1. ↑  Final suspesa per la Federació Espanyola, que va declarar campió al CH Jaca per 5-0